# قاسيم باي حاجيبابابايوف
قاسيم باي حاجيبابابايوف - (بالأذرية: Qasım bəy Hacıbababəyov) المهندس المعماري أذربيجاني ألذي عاش في قرن 19،
الأول بين القوقازيين الذين عملوا في مؤسسات حكومية وعامة في مجال الهندسة المعمارية والتخطيط الحضري. 

## حياته
ولد قاسيم باي حاجيبابابايوف في قرية ساريياغا لمدينة شاماخي في 1812. تلقى تعليمه ابتداعي في المدرسة الإسلامية. كذلك والده وأخه كانوا مهندسا معماريا. عمل قاسيم باي حاجيبابابايوف مساعدا لمهندس معماري في غوبرنيه شماخى منذ 1848، مهندس معماري رائيسي في غوبرنيه شماخى منذ 1856، مهندس معماري لمدينة باكو حتى 1868.
كان مهندسا معماريا في شماخى حتى 1874. 
بعد الزلزال في شماخى ، عاد قاسيم باي إلى باكو، المباني التي بناها في مدينة باكو:

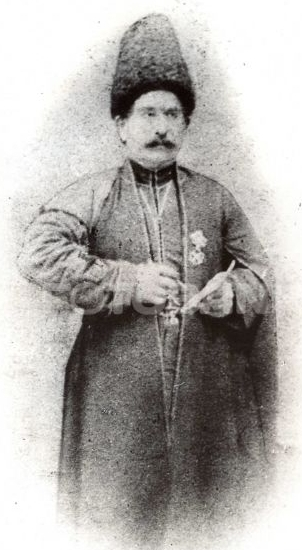

- ميدان النافورات (باكو)
- المتحف الوطني للأدب الأذربيجاني
- سينما أراز
- حديقة سيسيانوف
- المباني السكنية في شاماخي
- المسجد الجديد
- مسجد الجمعة في شماخى